# Lista nagród i nominacji Treasure
Lista nagród i nominacji otrzymanych przez południowokoreański zespół Treasure:

## Koreańskie

### Asia Artist Awards
| Rok  | Kategoria                    | Nominowany | Rezultat  |
| ---- | ---------------------------- | ---------- | --------- |
| 2020 | Popularity Award (Male Idol) | Treasure   | Nominacja |
| 2020 | Rookie of the Year (Male)    | Treasure   | Wygrana   |

### Gaon Chart Music Awards
| Rok  | Kategoria                         | Nominowany                  | Rezultat  |
| ---- | --------------------------------- | --------------------------- | --------- |
| 2020 | MuBeat Global Choice Award (Male) | Treasure                    | Nominacja |
| 2020 | New Artist of the Year (Physical) | The First Step: Chapter One | Nominacja |

### Golden Disc Awards
| Rok  | Kategoria                 | Nominowany | Rezultat  |
| ---- | ------------------------- | ---------- | --------- |
| 2020 | Curaprox Popularity Award | Treasure   | Nominacja |
| 2020 | Rookie Artist of the Year | Treasure   | Wygrana   |
| 2020 | QQ Music Popularity Award | Treasure   | Nominacja |

### Melon Music Awards
| Rok  | Kategoria                    | Nominowany | Rezultat  |
| ---- | ---------------------------- | ---------- | --------- |
| 2020 | Best New Artist Award (Male) | Treasure   | Nominacja |

### Mnet Asian Music Awards
| Rok  | Kategoria              | Nominowany | Rezultat  |
| ---- | ---------------------- | ---------- | --------- |
| 2020 | Best New Male Artist   | Treasure   | Wygrana   |
| 2020 | Worldwide Fans' Choice | Treasure   | Wygrana   |
| 2020 | Artist of the Year     | Treasure   | Nominacja |

### Seoul Music Awards
| Rok  | Kategoria           | Nominowany | Rezultat  |
| ---- | ------------------- | ---------- | --------- |
| 2020 | Fan PD Artist Award | Treasure   | Nominacja |
| 2020 | K-Wave Award        | Treasure   | Nominacja |
| 2020 | Popularity Award    | Treasure   | Nominacja |
| 2020 | Rookie of the Year  | Treasure   | Wygrana   |
| 2020 | WhosFandom Award    | Treasure   | Nominacja |

### The Fact Music Awards
| Rok  | Kategoria                        | Nominowany | Rezultat  |
| ---- | -------------------------------- | ---------- | --------- |
| 2020 | Fan N Star Choice Award (Artist) | Treasure   | Nominacja |
| 2020 | TMA Popularity Award             | Treasure   | Nominacja |

### APAN Music Awards
| Rok  | Kategoria                | Nominowany | Rezultat  |
| ---- | ------------------------ | ---------- | --------- |
| 2020 | New Wave Award (Male)    | Treasure   | Wygrana   |
| 2020 | Best Male Group (Global) | Treasure   | Nominacja |

### Korea First Brand Awards
| Rok  | Kategoria               | Nominowany | Rezultat |
| ---- | ----------------------- | ---------- | -------- |
| 2020 | Best Rookie Idol (Male) | Treasure   | Wygrana  |